# Guillermo Lasso
Guillermo Alberto Santiago Lasso Mendoza (Guayaquil, 16 de noviembre de 1955) es un político y ex banquero ecuatoriano. Fue presidente de la República del Ecuador desde el 24 de mayo de 2021 hasta el 23 de noviembre de 2023.
Fue presidente ejecutivo del Banco Guayaquil entre 1994 y 2012 (y es uno de los principales accionistas). Entró a la administración pública en agosto de 1998, cuando fue nombrado gobernador del Guayas del gobierno de Jamil Mahuad. En agosto de 1999, pasó al cargo de ministro secretario de Economía, en el que estuvo poco más de un mes. En 2003, pasaría a formar parte del gobierno de Lucio Gutiérrez, siendo embajador itinerante, entre enero y abril de ese año. Regresó a la política en 2011, formando el Movimiento CREO, con el que participó en las elecciones presidenciales de 2013 y 2017. En ambas elecciones perdió ante Rafael Correa y Lenín Moreno, respectivamente. Fue finalmente electo en su tercera candidatura, en las elecciones de 2021, venciendo en el balotaje a Andrés Arauz.
Durante su gobierno mantuvo las políticas neoliberales de Lenín Moreno, su antecesor, además de agudizarse la crisis de seguridad que azota al país desde el gobierno de Lenín Moreno. Así también, se destaca el desabastecimiento y la inoperatividad del sistema de salud pública. A consecuencia de ello, tras su primer año de gobierno se produjo el Paro Nacional de 2022. Lasso reprimió la movilización social, dejando un saldo de 7 manifestantes fallecidos, 331 heridos y 158 detenidos. En mayo de 2023, la Asamblea Nacional inició oficialmente un segundo proceso de destitución contra Lasso. El 17 de mayo, Lasso decretó la «muerte cruzada», disolviendo el parlamento. En las elecciones extraordinarias posteriores resultó electo presidente Daniel Noboa, quien sucedió a Lasso el 23 de noviembre del mismo año.

## Biografía
Nació en la ciudad de Guayaquil el 16 de noviembre de 1955, es el último de once hermanos. Su padre, Enrique Lasso Alvarado era un funcionario público oriundo de Quito, y su madre Nora Mendoza Poggio era originaria de Portoviejo. Sus padres migraron a Guayaquil en la década de los cincuenta. Obtuvo el bachillerato en el colegio San José La Salle. Sus estudios, ante la difícil situación económica de su familia, los pagó con un trabajo de medio tiempo. Realizó un programa, en Administración de Empresas, en el Instituto de Desarrollo Empresarial (IDE), en 1993. El 11 de octubre de 2011, la Universidad de las Américas le otorga el título de doctor honoris causa junto al expresidente del gobierno español José María Aznar.

## Vida privada

### Matrimonio
En 1976, conoció a María de Lourdes Alcívar Crespo, con quien contrajo matrimonio, en 1980, habiendo procreado cinco hijos.

## Carrera profesional
En 1970, a sus quince años, consiguió su primer empleo (de medio tiempo), en la Bolsa de Valores de Guayaquil. Y luego, en Casa Möeller Martínez, como auxiliar de cobranzas. En 1972, a sus dieciséis años, comenzó a trabajar, en la financiera Cofiec, y luego, en Finanza, en Quito. Su primera empresa fue la Constructora Alfa y Omega; fundada con su hermano mayor Enrique Lasso, en 1978, a sus veintitrés años.
En 1977, a sus veintidós años empezó a trabajar como gerente en la empresa ProCrédito. Que representaba en Ecuador a la financiera FeCrédito, fundada en Panamá por su cuñado Danilo Carrera. Estas dos compañías se fusionaron y dieron lugar a la creación de Finansur, en 1980, donde ocupó la vicepresidencia ejecutiva. Posteriormente fue nombrado presidente ejecutivo de Finansur en 1984, cuando tenía veintinueve años. Tras la fusión de Finansur con el Banco de Guayaquil en 1989 ocupó la vicepresidencia ejecutiva y la gerencia general del banco. En adición fue presidente de la Asociación de Compañías Financieras del Ecuador, de 1987 a 1988.

### Banco Guayaquil
En 1994, fue designado presidente ejecutivo del Banco Guayaquil. Ese mismo año, es posesionado como vocal en la Junta Monetaria, en representación de los bancos privados nacionales. Ya que fungía de presidente de la Asociación de Bancos Privados del Ecuador de 1993 a 1997. El 30 de mayo de 1997, junto a Ana Lucía Armijos, presidenta de la Junta Monetaria, es sindicado sin orden de prisión por Carlos Solórzano, presidente de la Corte Suprema, por presuntas ilegalidades en la entrega de un préstamo subordinado al Grupo Ortega, del Banco Continental; aunque fueron sobreseídos definitivamente todos los posibles responsables.
El 7 de mayo de 2012, anuncia en su cuenta de Twitter que deja de presidir el directorio del Banco Guayaquil, del cual es uno de sus principales accionistas, para dedicarse a la Fundación del Barrio.

### Otras empresas
En 1984, pasó por la filial nacional de Coca-Cola, donde fue nombrado vicepresidente para implementar un proceso de rehabilitación de la empresa. En 1989 estuvo a cargo de la adquisición de la empresa Mavesa, representante en Ecuador de la fábrica japonesa de camiones Hino. En 1999 en medio de la crisis financiera ecuatoriana decidió venderla para capitalizar el Banco Guayaquil y cumplir con la nueva legislación ecuatoriana que obligaba a los bancos a no tener otras empresas. Lo consiguió, en mayo de 2001, por 10 millones de dólares estadounidenses.
En 2017 un informe de la Superintendencia de Bancos de Panamá, al que tuvo acceso el portal argentino Página 12, reveló que Guillermo Lasso estaba asociado a cuarenta y nueve empresas offshore en paraísos fiscales y acumuló, entre 1999 y 2000, una riqueza de 30 millones de dólares estadounidenses. Su inclusión en los llamados Pandora Papers de 2021 lo ha vinculado a su vez con catorce sociedades offshore, la mayoría de ellas ubicadas en Panamá. También su esposa e hijos han sido señalados por irregularidades relacionadas con sociedades opacas, motivo por el cual la Comisión de Garantías Constitucionales de la Asamblea Nacional del país ha abierto una investigación.

### Fundaciones privadas

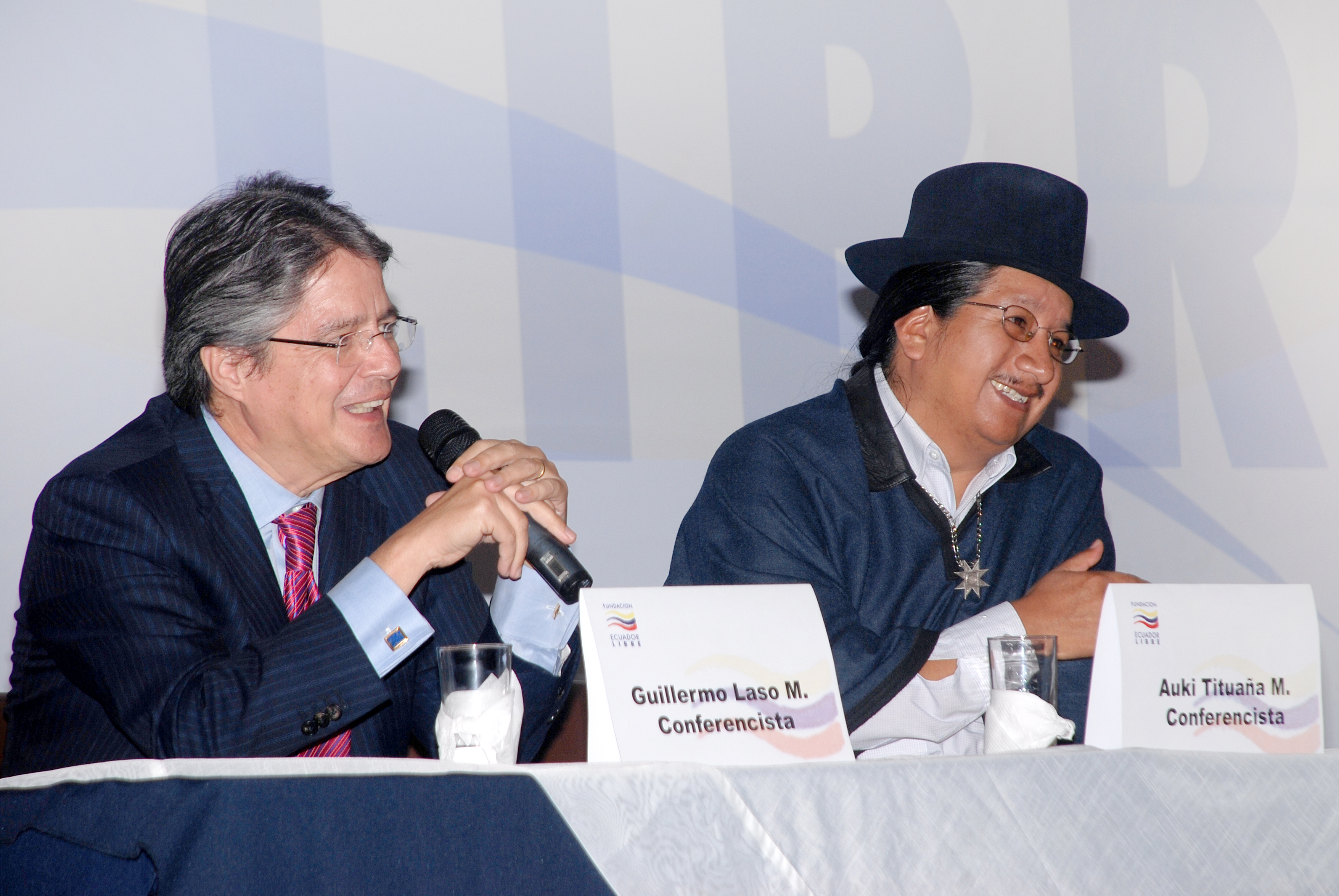
Guillermo Lasso y Auki Tituaña en un evento de la Fundación Ecuador Libre, 2010.

Es presidente o parte del directorio de las siguientes fundaciones privadas: Fundación Ecuador Libre, Fundación del Barrio, Centro Técnico Laboral Montepiedra y del Latin American Board de la Universidad de Georgetown.

### Fundaciones públicas
Desde el año 2002 hasta 2007, fue presidente de la Fundación Terminal Terrestre, encargada de la reconstrucción del Terminal Terrestre de Guayaquil. Estuvo en este cargo honorífico desde el inicio hasta la entrega de la obra.
Además fue miembro del directorio de la Corporación Andina de Fomento y titular de la Fundación Malecón 2000.

### Problemas de salud
En 2018, Lasso tuvo una cirugía en la médula espinal en Estados Unidos debido a una lesión en la espalda por una caída en 2013. En junio de 2021, se sometió a una segunda cirugía en Miami para recuperar la movilidad de las piernas. En junio de 2022, fue supuestamente diagnosticado con COVID-19 y en agosto del mismo año, trató con éxito un melanoma cerca de su ojo mediante cirugía en Estados Unidos. En febrero de 2023, se fracturó la pierna, siendo operado y necesitando silla de ruedas y andador.

### Colaboración con la FIU
En enero de 2024, mediante su cuenta de X, el expresidente comunicó que fue invitado por la Universidad Internacional de Florida (FIU por sus siglas en inglés) para formar parte del "Senior Leadership Fellow", señalando que impartirá clases y su experiencia en temas económicos y políticos.

## Carrera política

### Cargos gubernamentales
Inició su carrera política, en el año 1998, al ser nombrado por el presidente Jamil Mahuad como gobernador de la provincia del Guayas, cargo que desempeñó por un año. Al desarrollarse la Crisis financiera de 1999, Mahuad creó el cargo de Superministro de Economía, entregándoselo a Lasso, quien se mantuvo en el cargo un mes. Como ministro Lasso propuso el aumento del Impuesto al Valor Agregado (IVA) del 10% al 15%.
Lasso se enfocó en sus negocios privados, hasta el año 2003, en el cual aceptó el cargo de embajador itinerante de Ecuador. En la presidencia de Lucio Gutiérrez. Específicamente enfocando su trabajo en el establecimiento de tratados comerciales con diferentes países y estableciendo alianzas económicas. Siendo clave en las relaciones del país con Estados Unidos.

### Movimiento CREO y candidaturas presidenciales

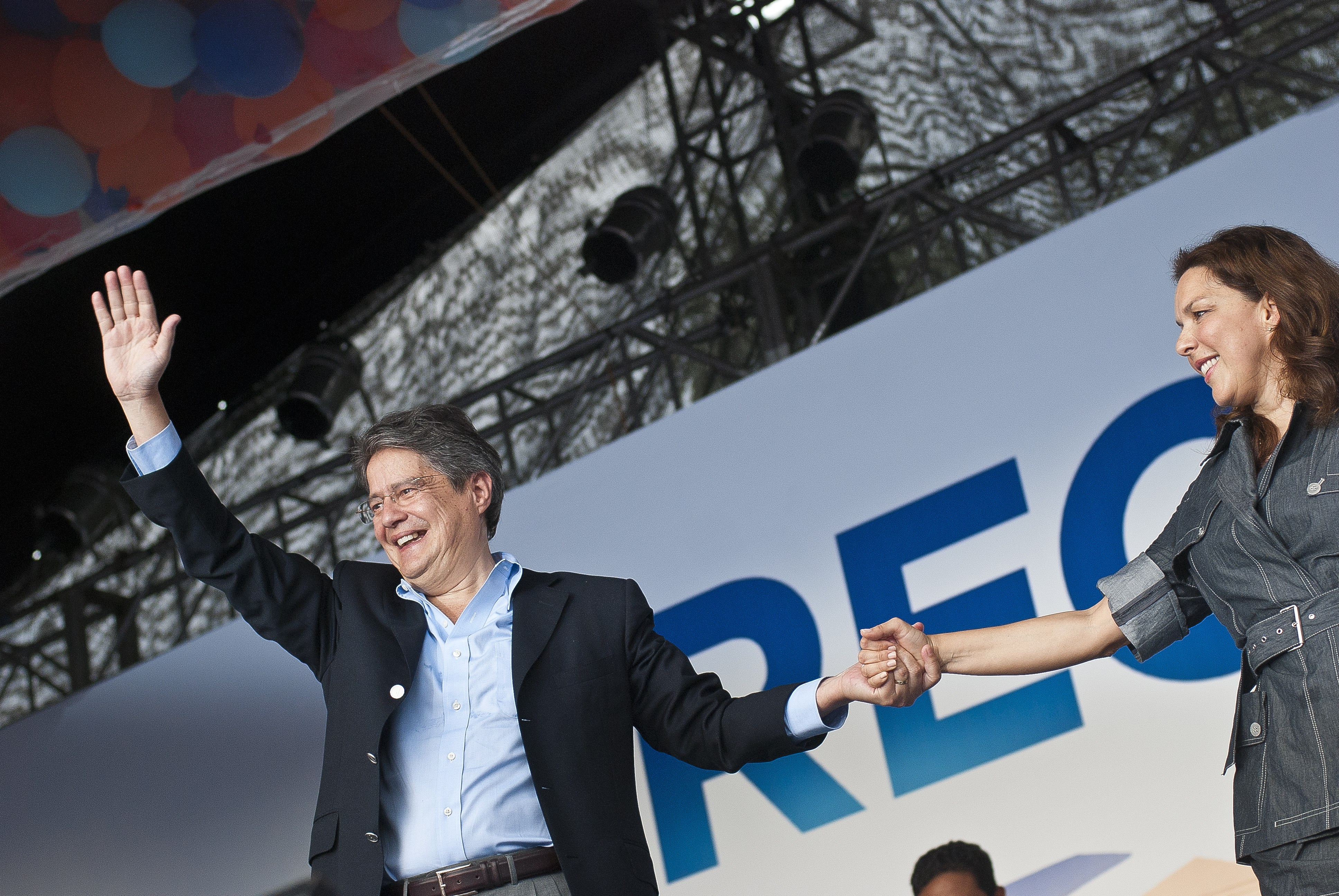
Guillermo Lasso y su cónyuge María Lourdes Alcívar, en el lanzamiento de su candidatura en Portoviejo, Manabí, 2012.

Luego de la caída del gobierno de Lucio Gutiérrez empezó a crear una plataforma política propia, estando relacionado desde el año 2006 con el movimiento político liberal UNO, proponiendo esta agrupación la candidatura a la presidencia de la república para las elecciones presidenciales de Ecuador de 2006, lo cual no se dio. A partir del año 2011, Lasso tomo una postura política pública, con aspiraciones presidenciales para las elecciones presidenciales de Ecuador de 2013, creando el movimiento CREO, movimiento de centro derecha conformado por exintegrantes del movimiento UNO, Izquierda Democrática, Movimiento Concertación e integrantes del sector privado nacional. Estableció la coalición Unidos por el Ecuador para las elecciones presidenciales que incluyó al movimiento CREO, PSC, Izquierda Democrática y al PLRE, obteniendo el 22.68 % de los votos válidos, perdiendo contra el presidente Rafael Correa.

Luego de las elecciones, Lasso se nombró como el líder de la oposición al gobierno de Rafael Correa, presentando opiniones, críticas y propuestas al gobierno frecuentemente en los medios de comunicación. Desde el año 2014, Lasso conformó la coalición Compromiso Ecuador, formado por el movimiento CREO y varias agrupaciones políticas y gremiales, como respuesta al proyecto de enmiendas constitucionales promovido por el gobierno de  Rafael Correa, buscando la agrupación que se convoque a consulta popular el paquete de enmiendas, enfocándose en la enmienda sobre la reelección indefinida de los cargos de elección popular. Las enmiendas fueron aprobadas por la Asamblea Nacional, pero incluyéndose una transitoria que impide la postulación a la reelección de  Rafael Correa en las elecciones presidenciales de Ecuador de 2017.

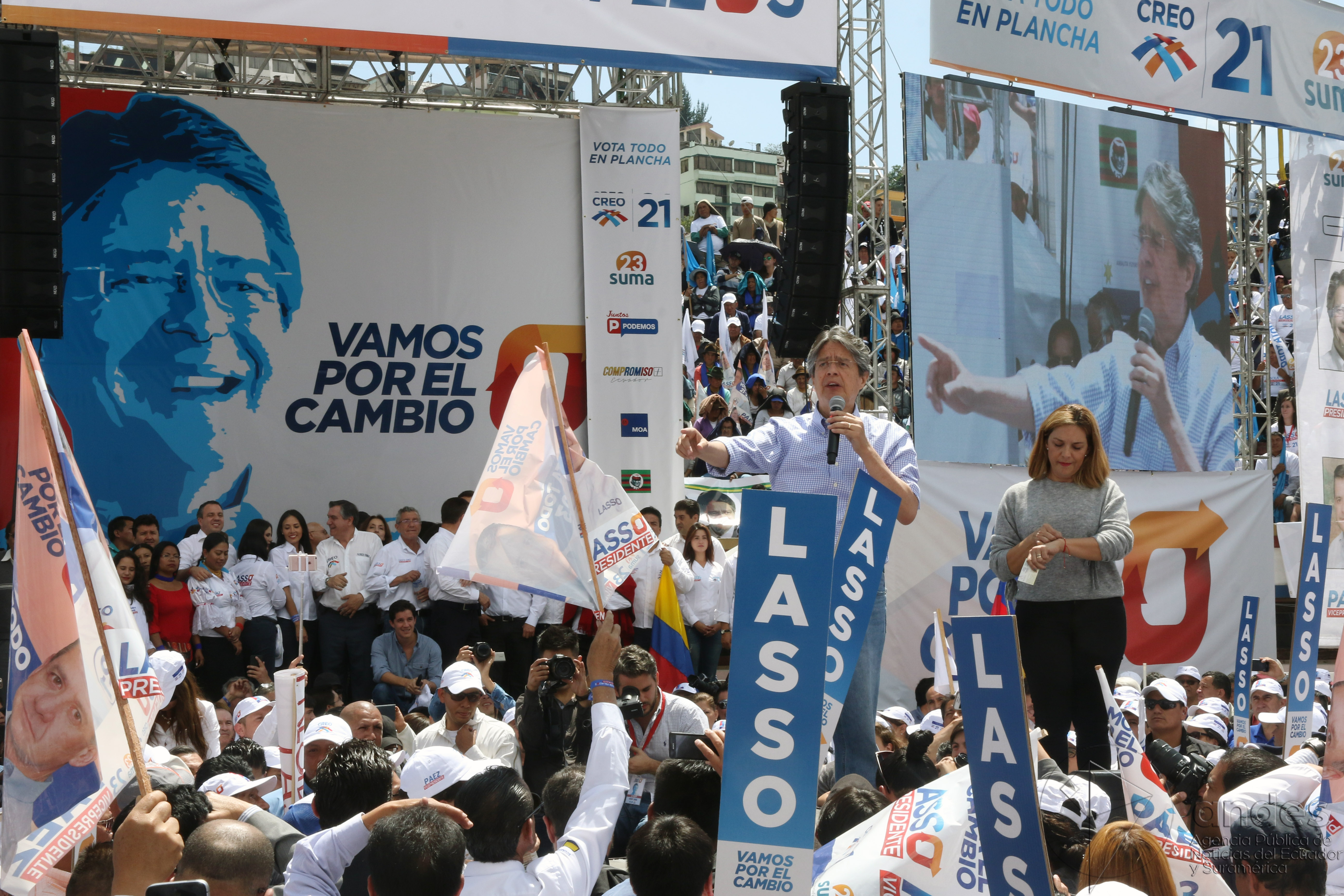
Guillermo Lasso en la campaña presidencial de 2017.

Desde el año 2015 Lasso tomó una postura más crítica y activa contra el gobierno de Correa, además de confirmar su precandidatura a la presidencia por el movimiento CREO en las elecciones del 2017. En septiembre de 2016, Lasso fue demandado por el titular de la Secretaría de Educación Superior René Ramírez por falta a la honra a su esposa Analia Minteguiaga; Lasso la acusaba de percibir dos sueldos de entidades públicas en un vídeo colgado en su cuenta de Twitter basándose en un publicación de la Fundación Mil Hojas, siendo este juicio calificado por militantes de CREO como «persecución política» con intención de evitar la candidatura de Lasso, mientras que Ramírez justificó su demanda por «faltar a la verdad» y rectificar una mentira. Lasso fue enjuiciado el 15 de septiembre y encontrado culpable, siendo sentenciado a tener que retirar el vídeo en cuestión, además de tener prohibición para acercarse a la familia de Ramírez. Por petición del secretario Ramírez, Lasso no fue sentenciado a encarcelamiento ni a reparación económica, siendo la condena para el crimen de falta a la honra de quince a treinta días de cárcel.
En marzo de 2017, participó en las elecciones presidenciales de Ecuador como candidato del movimiento Creando Oportunidades y obtuvo el 28.09 % de los votos en la primera vuelta, pasando a balotaje junto a Lenín Moreno, candidato del partido oficialista Alianza PAIS. El 2 de abril se llevó a cabo la segunda vuelta, la misma que le dio la victoria a Moreno con el 51.16 % de los votos contra el 48.84 % de Lasso. No reconoció el resultado de las elecciones y habló de fraude. Alexander Vega, presidente del Consejo Nacional Electoral de Colombia y coordinador de la misión de observadores de la Unasur, negó las acusaciones de fraude. Fue uno de los firmantes de la Carta de Madrid.

## Presidente del Ecuador
Guillermo Lasso consolidó su propuesta neoliberal acompañado de varios miembros de su think tank Fundación Ecuador Libre, que promovía la reducción del aparato estatal, la contracción de la inversión pública y la liberalización de la economía ecuatoriana. A través de su gabinete se consolidó una estrategia que incidió en el decrecimiento del rol del Estado en las obras públicas y política social, lo que incidió en las Manifestaciones en Ecuador de 2022 y la Crisis de seguridad de Ecuador (2020-presente).

### Elecciones de 2021
Tras perder las dos anteriores elecciones, Guillermo Lasso preparó su plataforma política. El 17 de agosto de 2020, anunció su postulación a la presidencia en los comicios de 2021. Lasso remarcó sus «cincuenta años de experiencia generando empleo y ayudando a las empresas». Seleccionó a Alfredo Borrero, médico neurocirujano de profesión, como compañero de fórmula.
Durante su campaña presidencial, explicó que su prioridad sería eliminar completamente el déficit presupuestario, proponiendo recortar el gasto público y aumentar los ingresos del petróleo. Partidario del libre comercio, se comprometió a suprimir el impuesto sobre las remesas de Ecuador y a firmar acuerdos comerciales con Estados Unidos, China y Corea del Sur, entre otros. También se propone fomentar la inversión extranjera bajando los impuestos, respetar los acuerdos con el Fondo Monetario Internacional (FMI) y los mercados financieros, privatizar el Banco del Pacífico, limitar las subvenciones a los carburantes a los más pobres, aumentar los impuestos sobre el consumo y crear un millón de empleos.
En la primera vuelta, llevada a cabo el 7 de febrero, Lasso calificó al balotaje, con poco más de treinta mil votos de diferencia sobre Yaku Pérez. Con quien se disputó el segundo lugar durante varios días. El 11 de abril, Lasso derrotó al candidato Andrés Arauz, de Fuerza Compromiso Social, un partido de izquierda apoyado por el expresidente Rafael Correa. Luis Lacalle Pou, presidente de Uruguay, sostuvo una llamada con Lasso, ofreciéndole felicitaciones por su victoria y deseando «trabajar en conjunto». Siendo el primer mandatario en funciones en reconocer su triunfo. Lasso recibió congratulaciones de Mauricio Macri, expresidente de Argentina.

### Primeros decretos

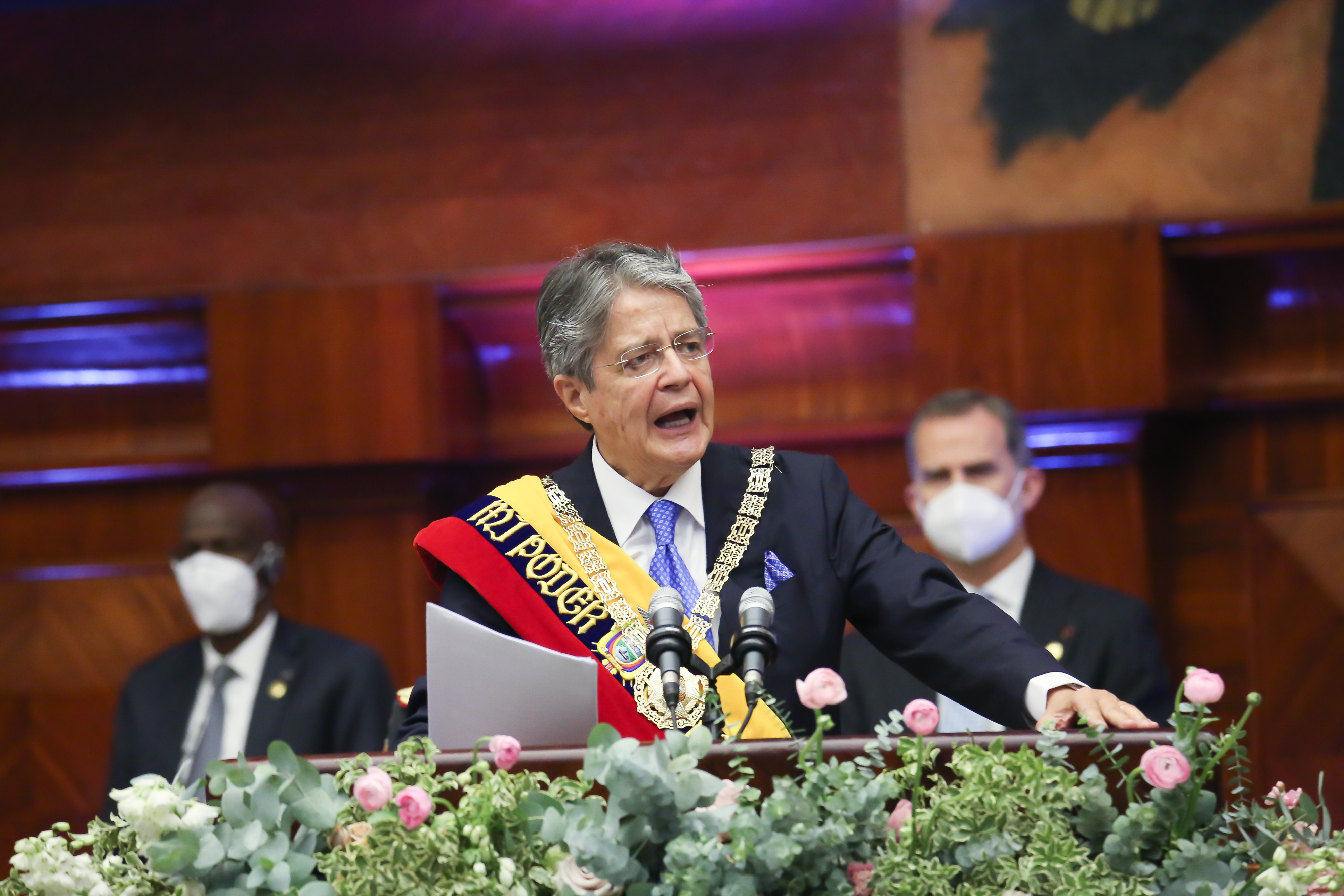
Guillermo Lasso durante su discurso de toma de posesión

La tarde del 24 de mayo, Lasso firmó sus primeros decretos, donde inicialmente presentó oficialmente a los ministros de su gabinete ministerial. Entre los primeros decretos firmados consta la modificación de la Secretaría del Deporte, transformada en Ministerio del Deporte. Además de la eliminación de nombres de ciudadanos de la central de riesgo con deudas de hasta 1000 dólares estadounidenses.
También le otorgó funciones al vicepresidente Alfredo Borrero, el cual se encargará de la coordinación de políticas públicas para el fortalecimiento del Sistema Nacional de Salud. Y la representación del Estado ecuatoriano frente a organismos internacionales de salud.
Por último, derogó el reglamento general a la ley de comunicación y anunció que enviará un proyecto de ley de libre expresión a la Asamblea Nacional.

### Economía
Cuando asumió el cargo, Ecuador se enfrentaba a una grave crisis económica, con un descenso del PIB del 8% en 2020, debido principalmente a la pandemia de Covid-19 y a la caída de los precios del petróleo.
La víspera de su investidura, anunció la privatización de tres refinerías, de autopistas, de la compañía pública de telecomunicaciones y del Banco del Pacífico, así como la exención de impuestos para las inversiones en el sector turístico por un período de treinta años.
En agosto de 2021 el presidente decretó la reducción de tarifa a 0% del Impuesto a la Salida de Divisas a las transferencias, envíos o traslados de divisas que realicen las aerolíneas extranjeras autorizadas a operar en el país.
En septiembre de 2021, anunció el lanzamiento de la Ley de Creación de Oportunidades (CREO), que lleva el nombre de su partido político, y que incluye una reforma fiscal y la flexibilización del código laboral. La ley prevé la reducción del IVA en varios productos, la supresión del impuesto de sucesiones para hijos y cónyuges, la supresión del impuesto sobre las pequeñas empresas, la flexibilización de la contratación y los horarios laborales para los nuevos empleos y la creación de zonas francas con incentivos fiscales para atraer la inversión extranjera. Sin embargo, no consiguió que la Asamblea aprobara esta reforma.
La recuperación económica es lenta tras la caída del PIB en 2020: + 2,8% en 2021 y + 3,5% en 2022, principalmente gracias a las ventas de petróleo. Se trata de una de las actuaciones más flojas del continente americano. Al mismo tiempo, Ecuador se encuentra bajo la presión del Fondo Monetario Internacional (FMI), que exige "reformas estructurales". Para seguir obteniendo fondos del FMI, el gobierno optó por recortar el gasto público, lo que provocó un deterioro de los servicios. A pesar de la pandemia, el sector hospitalario es objeto de un plan de despidos, mientras que los recortes presupuestarios provocan una escasez de medicamentos. La presión sobre el nivel de vida de los más pobres ha aumentado.
En junio de 2022, su gobierno se comprometió con la Asociación de Prospectores y Desarrolladores de Canadá a reactivar varios centenares de proyectos mineros suspendidos por gobiernos anteriores.

### Social
El 13 de junio de 2022 se dio el Paro Nacional de Ecuador de 2022, fueron una ola de movilizaciones realizadas hasta el 30 de junio de 2022, convocadas por varias organizaciones sociales, principalmente por la Confederación de Nacionalidades Indígenas del Ecuador (Conaie), en oposición a las políticas del gobierno de Lasso. Las movilizaciones se produjeron tras el primer año de gobierno de Lasso, tiempo en el cual se ha incrementado considerablemente el precio de los combustibles y la canasta básica familiar; además de agudizarse la crisis de seguridad que azota al país desde el gobierno de Lenín Moreno. Así también, se destaca el desabastecimiento y la inoperatividad del sistema de salud pública.
El 1 de abril de 2023 lasso autoriza el porte de armas para los ciudadanos naturales que cumplan los requisitos de la ley en el país.

### Caso Pandora Papers
El 3 de octubre de 2021 se inició la publicación de notas vinculadas a los Pandora Papers (en español «Papeles de Pandora») un conjunto de 11,9 millones de documentos analizados por el Consorcio Internacional de Periodistas de Investigación. La información está relacionada con diversas cuentas offshore de personalidades, políticos y personas con gran cantidad de dinero.
Los distintos periodistas que participaron en el análisis de la información, lograron determinar que existen vínculos entre las empresas offshore y líderes políticos, empresarios, personas vinculadas a las finanzas así como también artistas. Se determinó que «35 líderes mundiales escondieron su fortuna en paraísos fiscales». Entre estos se encuentra el expresidente Lasso.

### Crisis de seguridad
Desde 2021, Ecuador ha sufrido una crisis de seguridad producto de conflictos entre organizaciones criminales con conexiones al narcotráfico. La ola de violencia ha generado un marcado despunte en el número de asesinatos en el país. En 2021, la tasa de homicidios intencionales alcanzó el 14,04 por cada 100 000 personas (la mayor desde 2011), en comparación con una tasa de 7,8 en 2020. Esta misma crisis se agudizó durante 2023, último año de su gobierno, cerrando el mismo con una tasa de 45 homicidios por cada 100 000 habitantes. La zona del país más violenta es la que aglutina a los cantones de Guayaquil, Durán y Samborondón. La misma vio 53 asesinatos entre enero y febrero de 2021 y 162 en el mismo periodo de 2022.
El foco de la violencia se ha desarrollado dentro de los centros carcelarios del país, con hechos como la Masacre de la Penitenciaría de Guayaquil del 28 de septiembre, ocurrida en 2021 y considerada la quinta masacre carcelaria más sangrienta en la historia de América Latina.
En total, 503 reos fueron asesinados en el país solo durante 2021. Sin embargo, la ola de violencia también se ha manifestado fuera de las cárceles. Esto se ha visto reflejado en la percepción ciudadana, como mostró una encuesta realizada por la firma Click Research en octubre de 2021 que señaló que la delincuencia era considerada por la ciudadanía como el mayor problema que atravesaba el país.

### Caso Encuentro

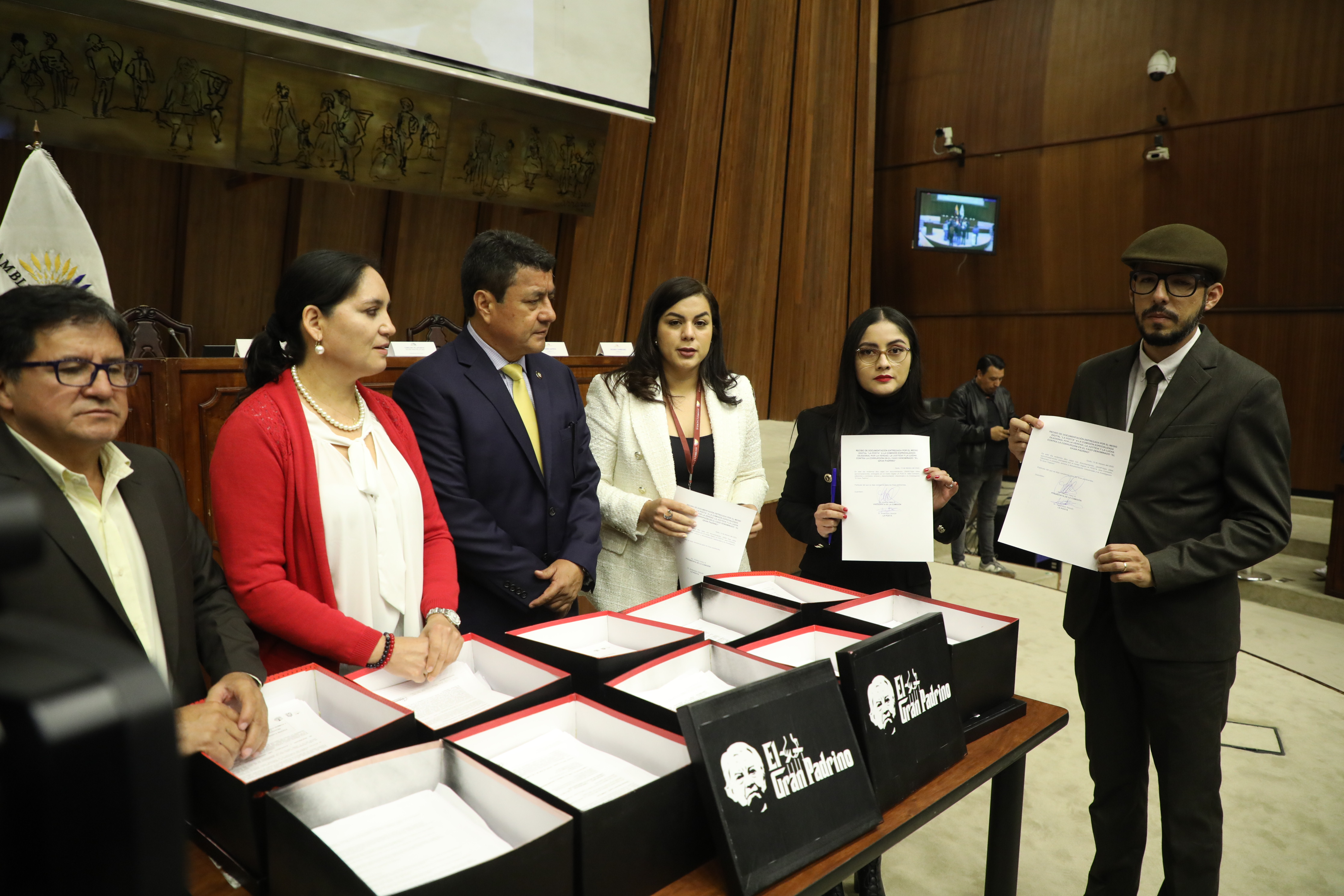
Entrega de información a la Asamblea Nacional sobre el Caso Encuentro por parte de La Posta (Ecuador).

El 9 de enero de 2023, el medio digital La Posta, publicó una investigación que mostraba una trama de corrupción en empresas públicas, liderada por Danilo Carrera Drouet, cuñado del presidente Lasso. Su operador de confianza sería Rubén Chérrez, quien en 2021 creó siete empresas en un solo día y sería procesado por narcotráfico. El escándalo fue nombrado como "Caso El Gran Padrino". El gobierno guardó silencio durante dos días, hasta que Guillermo Lasso, en una entrevista concedida el 11 de enero, desvirtuó la denuncia y defendió a Carrera. Posteriormente cuatro de los principales implicados en el caso huyeron del país; incluso, uno de ellos, habría alquilado un camión blindado, presuntamente para llevar dinero en efectivo y algunos bienes. El 20 de enero, tras once días de publicación de La Posta, la Fiscalía ejecutó ocho allanamientos simultáneos en Guayaquil y uno en Quito en el marco de las investigaciones del caso, rebautizando al mismo como "Caso Encuentro".
El 4 de marzo de 2023, la Asamblea Nacional de la República del Ecuador, en la sesión del Pleno Legislativo 851, debatió sobre si aprobar o no el informe realizado por la Comisión Especializada Ocasional por la Verdad, Justicia y la Lucha Contra la Corrupción, con el cual se busca llevar a Guillermo Lasso a un juicio político "en el grado de comisión por omisión, de acuerdo con los artículos 23, 28, 42 y 422 del Código Orgánico Integral Penal (COIP) al haber adecuado su conducta a lo previsto en el artículo 129, numeral 2 de la Constitución de la República". Se obtuvieron 104 votos a favor, 18 votos en contra y 3 abstenciones. de un total de 125 asambleístas presentes. Con la aprobación del informe se da paso a la Corte Constitucional, a la Fiscalía General y a la Contraloría General del Estado para realizar las respectivas investigaciones, además de presentar las respectivas medidas con lo estipulado en el documento, el cual "concluye que el Presidente de la República intentó obstruir el proceso de investigación y fiscalización política, que le compete constitucionalmente a las funciones Legislativa y Judicial, al tratar de ocultar el informe elaborado por el exsecretario Anticorrupción, Luis Verdesoto, en el que se advertía de posibles actos de corrupción. Determina que el Ejecutivo interfirió en el proceso investigativo de la Fiscalía General del Estado, al permitir que el Ministerio del Interior traslade a 37 agentes policiales-investigadores que colaboran con Fiscalía".
El empresario Rubén Cherres, considerado un testigo clave en el caso, aparece muerto a principios de abril de 2023, aparentemente asesinado. Aunque no ocupa ningún cargo oficial en la administración Lasso, varios exfuncionarios del Gobierno han afirmado que Carrera desempeña un importante papel de asesor del presidente y es una figura poderosa en el palacio presidencial. En particular, Carrera acompañó a Lasso en su viaje a Washington en diciembre de 2022. El 24 de febrero, el fiscal general anunció que abría una nueva investigación sobre el cierre por parte de Lasso de una investigación policial sobre los vínculos de Cherres con una red de narcotráfico. Las acusaciones apuntan a que Lasso presionó al comandante de la Policía Nacional y al jefe de la policía antinarcóticos para que encubrieran el informe de la investigación.

### Juicio político
El juicio político de Guillermo Lasso es un procedimiento legislativo llevado a cabo por la Asamblea Nacional del Ecuador de conformidad a los parámetros establecidos por la Constitución de la República, debido a las acusaciones de corrupción en empresas públicas dentro del caso Encuentro. Luego de las investigaciones realizadas por una comisión legislativa ocasional conformada en su mayoría por opositores al gobierno, se presentó un informe no vinculante que dio paso a que el Pleno de la Asamblea apruebe iniciar el trámite de enjuiciamiento político contra el primer mandatario el 4 de marzo de 2023.
El trámite del juicio político inició el 16 de marzo, siendo su admisibilidad aprobada por dictamen de la Corte Constitucional, el 29 de marzo. Posteriormente, el trámite del juicio pasó a manos de la Comisión de Fiscalización de la Asamblea Nacional, donde se presentaron las respectivas pruebas, además de varias comparecencias de funcionarios y exfuncionarios del gobierno de Lasso. Dicha comisión debía presentar un informe al respecto, pero el presidente de la comisión, Fernando Villavicencio, presentó por su cuenta un "informe borrador", que finalmente fue rechazado al ser sometido a votación por la Comisión de Fiscalización. Tras aquello, el Pleno de la Asamblea Nacional dio paso al proceso de juicio político en una votación realizada el 9 de mayo.
El juicio político, como tal, inició el 16 de mayo, con la interpelación de los asambleístas Viviana Veloz y Esteban Torres. Posteriormente, el presidente Lasso compareció ante el Pleno Legislativo, sin embargo, no ejerció su derecho a la réplica, cosa que sí hicieron sus interpelantes. Tras estas intervenciones, el Presidente de la Asamblea, Virgilio Saquicela, abrió el debate. No obstante, al día siguiente Lasso disolvió el parlamento, por lo que el juicio quedó inconcluso.

### Declive político

#### «Muerte cruzada»
El 17 de mayo de 2023, Lasso disolvió el parlamento a través del Decreto Ejecutivo 741, en el que activó el artículo 148 de la Constitución Nacional, denominado «muerte cruzada», argumentando en su decreto «grave crisis política y conmoción interna». Dicho decreto obliga al Consejo Nacional Electoral convocar a elecciones presidenciales y legislativas extraordinarias, para completar el periodo de Lasso, en un lapso de siete días.
Aquella medida, junto con la militarización del Palacio Legislativo, fue considerada por gran parte de la opinión pública y el sector político ecuatoriano como una maniobra política para truncar el juicio que se llevaba a cabo en el parlamento contra el presidente Lasso. Además, fue calificada de «ilegal» por dichos actores políticos; por lo que se presentaron seis demandas de inconstitucionalidad contra el decreto presidencial. Sin embargo, la Corte Constitucional inadmitió las demandas y ratificó la «muerte cruzada» decretada por el primer mandatario.

## Posiciones políticas
Guillermo Lasso, se considera liberal debido a las experiencias de su vida. Su agenda pública refleja puntos del liberalismo clásico como: reducción de impuestos para el sector privado, una postura a favor de la mínima intervención del Estado en la economía, minimización del gasto público, la privatización de servicios públicos y recursos comunes, eliminando barreras comerciales y promoviendo la competencia global sin considerar necesariamente las consecuencias sociales o ambientales. Su think tank Fundación Ecuador Libre tiene vínculos con el Libertarismo y compartían espacios y agendas comunes a nivel regional.
También fungió como supernumerario del Opus Dei y sostiene una postura antiaborto, pero se muestra a favor de las corridas de toros y peleas de gallos. Respecto al matrimonio homosexual, Lasso es contrario, en 2017 se pronunció diciendo lo siguiente «El matrimonio es la unión de dos personas de sexo distinto con un fin fundamental: la procreación».
Sobre el impuesto a la salida de capitales piensa que en realidad es un impuesto al ingreso de capitales, y se comprometió a eliminar al menos nueve impuestos de ser elegido Presidente de Ecuador. Se ha declarado admirador de la Revolución silenciosa de José María Aznar, una serie de reformas implementadas por el expresidente del Gobierno de España. Sobre comercio exterior ha dicho que es partidario de una mayor apertura comercial con los mayores socios de Ecuador, Estados Unidos y la Unión Europea, con el fin de que los productores nacionales tengan mayores oportunidades de exportación. Uno de los puntos económicos de su agenda ha sido lo que llama "despetrolizar la economía" de Ecuador a través de la diversificación de la producción nacional mediante la desregularización del emprendimiento.
Sobre la inmigración ha propuesto controles para aquellas personas con antecedentes delictivos, pero facilitar el ingreso de extranjeros por turismo, inversiones, o por razones humanitarias; y sobre la despenalización de drogas sostiene que es necesario un debate nacional para plantear alternativas ante el fracaso de la guerra contra las drogas; en temas de conservación ambiental afirma que mantendrá sin explotación petrolera la reserva amazónica del Yasuní-ITT.
Asimismo, se declaró enemigo del socialismo del siglo XXI promovido desde Venezuela y Cuba. Donde se identificó la llamada Revolución Ciudadana dirigida por Rafael Correa. Lasso ha calificado al organismo supranacional ALBA como un «imperio del tercer mundo». En respuesta a sus críticas al discurso y las medidas anticapitalistas del Gobierno ecuatoriano, el presidente Correa y otros funcionarios y militantes de Alianza PAIS han cuestionado a Guillermo Lasso retratándolo como un representante de las fuerzas políticas que gobernaron Ecuador antes de que su partido llegara al poder en 2007, y señalan que las propuestas tributarias de Lasso son irresponsables con el presupuesto estatal. También, Correa sostuvo que Lasso participó en la crisis financiera de 1999, sin embargo el gobierno de Rafael Correa contrató un grupo de personas liderados por Eduardo Valencia, quien, en primera instancia, señaló a Guillermo Lasso entre los responsables de la mencionada crisis, pero, años más tarde, se retractó de lo manifestado en dicho primer informe.

## Obras publicadas
- El 27 de septiembre de 2011 publicó su libro autobiográfico Cartas a mis hijos, que trata especialmente de su vida familiar y laboral.[125][126]
- El 11 de julio de 2012 presenta su segundo libro, Otro Ecuador es posible en que expone sus ideas políticas.
- A finales de 2023, al término de su mandato, publicó su libro "900 días: Democracia y Resultados", el cuál narra los logros obtenidos durante su mandato 2021-2023.[127]